# エマヌエル・ラッテ
エマヌエル・ラッテ・ラス（フランス語: Emmanuel Latte Lath、1999年1月1日 - ）は、コートジボワールとイタリアのサッカー選手。ポジションはフォワード。

## 経歴
コートジボワールのアビジャンの近郊にあるマルコリー出身。8歳の時に両親と共にイタリア・クレモナへ渡り、地元チームのエスペリア・カルチョでキャリアを開始。その後親元を離れアタランタBCの下部組織へ移籍し、2016年8月14日のコッパ・イタリア3回戦・USクレモネーゼ戦でトップチームデビューを果たし、2017年1月12日に行われたコッパ・イタリアラウンド16のユヴェントスFC戦でプロ初ゴールを記録した。
2023年8月15日、ミドルズブラFCに移籍した。